# Rott (Bajo Rin)
Rott es una localidad y comuna francesa, situada en el departamento de Bajo Rin en la región de Alsacia.
La comuna se ubica en los límites  del Parque natural regional de los Vosgos del Norte.

## Demografía
| 338 | 348 | 371 | 415 | 433 | 414 |
| Para los censos de 1962 a 1999 la población legal corresponde a la población sin duplicidades (Fuente: INSEE [Consultar]) |     |     |     |     |     |